# Bolsenheim
Bolsenheim är en kommun i departementet Bas-Rhin i regionen Grand Est (tidigare regionen Alsace) i nordöstra Frankrike. Kommunen ligger i kantonen Erstein som tillhör arrondissementet Sélestat-Erstein. År 2022 hade Bolsenheim 572 invånare.

## Befolkningsutveckling
Antalet invånare i kommunen Bolsenheim
| Referens: INSEE |